# Delmonico’s Restaurant

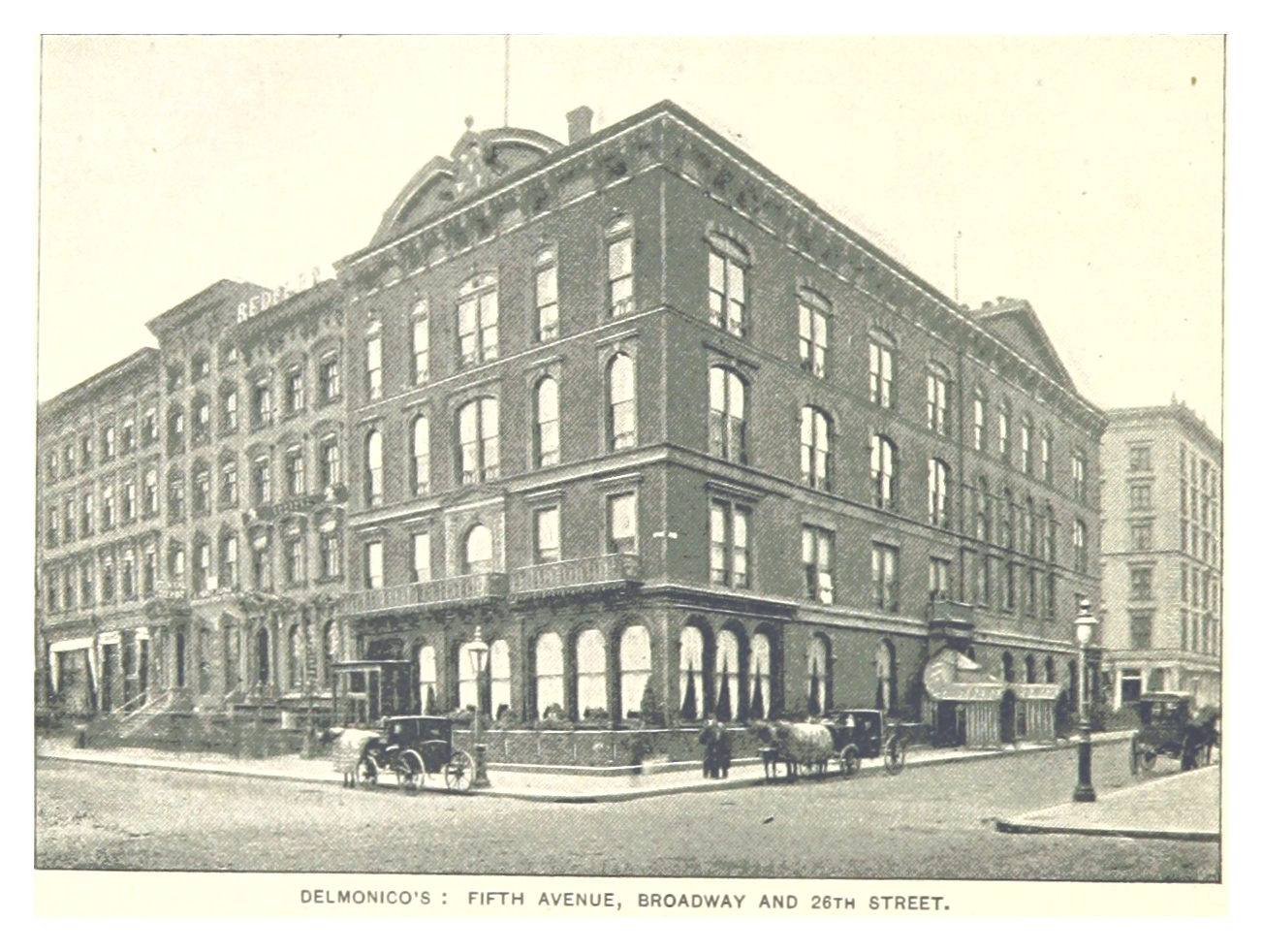
Das Restaurant in der Fifth Avenue im Jahr 1893

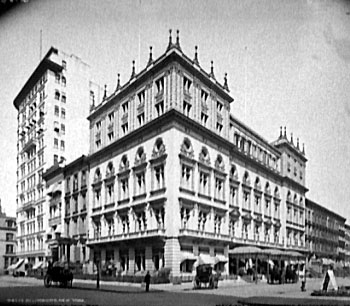
Das baulich erweiterte Delmonico’s Restaurant im Jahr 1903

Delmonico’s Restaurant gilt als eines der ersten Restaurants in den USA.
Am 13. Dezember 1827 wurde es in New York als Café von den aus dem schweizerischen Mairengo eingewanderten Brüdern Giovanni („John“) und Pietro („Peter“) Delmonico eröffnet.
Zu den zahlreichen berühmten Gästen zählten unter anderem Mark Twain, der im Delmonico’s seinen Geburtstag feierte, Charles Dickens, Oscar Wilde, Walter Scott, Nikola Tesla und Napoleon III.
Im Delmonico’s wurden angeblich zahlreiche heute noch bekannte Speisen kreiert, zum Beispiel die Eggs Benedict, Chicken à la King, Lobster Newberg und Delmonico Potatoes.
Ab 1919 übernahm Edward L.C. Robins das Delmonico’s von der Eignerfamilie. 1923 schloss das Restaurant wegen der Prohibition.

## Küchenchefs
- 1837 übernahm John Lux den Posten des Küchenchefs. Lux gelang es, das Delmonico’s zu einem herausragenden Restaurant zu machen.
- 1862 wurde der seinerzeit berühmte Koch Charles Ranhofer als Chef angestellt.
- 1866 trat der Tessiner Alessandro Filippini in die Dienste der Delmonicos und blieb dort in verschiedenen Rollen, u. a. als Restaurantleiter und Küchenchef, bis 1891. Filippini war der erste, der die Delmonico’s-Rezepte systematisch sammelte und veröffentlichte (The Delmonico Cook-Book, 1889).[1]